# Gosheim
Gosheim es un municipio alemán con unos 11 400 habitantes en el distrito de Tuttlingen en Baden-Wurtemberg. Está ubicado al pie del Lemberg, el monte más alto del Jura de Suabia.